# ماجراهای تن‌تن
ماجراهای تَن‌تَن (به فرانسوی: Les Aventures de Tintin) (به انگلیسی: The Adventures of Tintin) یک مجموعه ۲۴ گانه از آلبوم‌های کامیکس فرانسوی-بلژیکی ساخته شده توسط کارتونیست بلژیکی به نام ژُرژ پروسپه رِمی که با نام مستعار هرژه می‌نوشت، می‌باشد. این مجموعه‌ها یکی از محبوبترین کامیک‌های اروپایی سدهٔ بیستم میلادی بودند. در سال ۲۰۰۷ یعنی یک سده پس از تولد هرژه در ۱۹۰۷، تن‌تن در بیش از ۷۰ زبان و بیش از ۲۰۰ میلیون نسخهٔ فروش چاپ شده بود؛ و در رادیو، تلویزیون، تئاتر و فیلم مورد اقتباس قرار گرفته بود.
به دلیل مرگ هرژه کتاب هنر الفبا ناتمام ماند و یک نفر دیگر آن را نوشت.

## پیشینه
مجموعه‌ها نخستین بار در ۱۰ ژانویه ۱۹۲۹ به زبان فرانسه در لو پتی ونتیم (بیستم کوچولو) چاپ شدند؛ زیرمجموعه‌ای از روزنامهٔ بلژیکی لو ونتیم سیکل (سدهٔ بیستم) که ویژهٔ نوجوانان بود. موفقیت مجموعه‌ها سبب شد شکلِ سریال شدهٔ (دنباله دار) داستان‌ها در طول اشغال بلژیک توسط آلمان نازی در روزنامهٔ پیشروی بلژیکی به نام لو سوآ (به فرانسوی: Le Soir به معنای عصر) و پس از آزادی بلژیک نیز در نشریه موفق تن‌تن (به فرانسوی: Le Journal de Tintin) چاپ گردد. در ۱۹۵۰ تیم هنری ای به نام استودیوی هرژه توسط خود وی راه اندازی شد تا کمک حال وی در کارش (به ویژه رنگ آمیزی) باشد، این استودیو نسخه‌های استانداردی از یازده آلبوم تن‌تن (هشت آلبوم جدید به علاوه بازسازی سه آلبوم قدیم شامل سیگارهای فرعون، جزیره سیاه و سرزمین طلای سیاه) را پدیدآورد.
مجموعه‌ها در زمینهٔ اکثراً واقع‌گرایانه‌ای از سده بیستم نگاشته شده‌اند. قهرمان آن تن‌تن است، خبرنگاری جوان، دلیر و ماجراجوی بلژیکی. سگ وفادارش به نام میلو (برفی) وی را یاری می‌کند. از دیگر قهرمانان می‌توان از کاپیتان هادوکِ جسور و بدبین، و یک روشنفکر کم شنوایی به نام پروفسور کَلکولُس (به فرانسوی: پروفسور تورنِسُل) و همین‌طور دو کارآگاه ناشی به نام‌های تامسون و تامپسون (به فرانسوی: دوپون و دوپونط) و یک خوانندهٔ اپرا به نام بیانکا کاستافیوره نام برد.
مجموعه‌ها به خاطر نقّاشی‌های تمیز و گویای خود که در سبک مختص به هرژه یعنی لینیه کلر (در انگلیسی به معنای خط روشن) ترسیم شده‌اندْ مورد ستایش واقع شده‌اند. Its well-researched پی‌رنگ‌های خوب مطالعه شده‌اش ژانرهای گوناگونی را در هم می‌آمیزند: ماجراهای پر شر و شور با عناصری از فانتزی، اکشن، معمایی، دلهره‌آور سیاسی و داستان علمی. داستان‌ها شامل طنز بزن‌بکوبی می‌باشند که با شمه‌ای طنز پیچیده و نقد سیاسی یا فرهنگی تعدیل شده‌اند.
ماجراهای تن‌تن و میلو داستان‌هایی رئالیستی و برگرفته از رویدادهای تاریخ معاصر هستند که از دوره زمانی بین جنگ جهانی اول و دوم آغاز شده و تا اوج دوران جنگ سرد امتداد می‌یابد؛ استعمار، نژادپرستی، رقابت میان دو ابرقدرت، مافیا، جنگ نفت و همه دیگر شاخص‌های تاریخ معاصر در داستان‌های تن‌تن تبلور یافته‌اند.

### نشریه لو ونتیم سیکل: ۱۹۳۹–۱۹۲۹
ژرژ پروسپه رِمی با نام هنری هرژه به عنوان یک تصویرگر در لو ونتیم سیکل (اسمی فرانسوی به معنای سده بیستم) _ که یک روزنامه بلژیکی کاتولیک رومی و محافظه‌کار سرسخت مستقر در زادگاه هرژه یعنی بروکسل بود_ به کار گماشته شد. این نشریه با ریاست کشیشی به نام نوربر واله (Norbert Wallez) خود را چونان «روزنامه ای کاتولیک برای اصول [ــِـ مسیحی] و آگاهی» معرفی و دیدگاهی راست افراطی و فاشیستی ترویج می‌کرد. والهْ هرژه را به سِمت ویراستار زیرمجموعهٔ فرعیِ نوپای سازمان به نام لو پتی ونتیم (اسمی فرانسوی به معنای بیستم کوچولو) که سه شنبه‌ها منتشر می‌شد و ویژهٔ نوجوانان بود، گماشت. [این نشریه فرعی] با ترویج و اشاعه دیدگاه‌های اجتماعی-سیاسی آقای واله برای خوانندگان جوان خود، دربرگیرندهٔ مضامین فاشیستی و یهودستیزِ روشنی بود. افزون بر ویراستاری نشریه فرعی، هرژه تصویرگری L'extraordinaire aventure de Flup, Nénesse, Poussette et Cochonnet (ماجراهای فراطبیعی فلوپ، نِنِس، پوسته و کوشونه) را نیز انجام داد؛ داستان مصوری که توسط یکی از اعضای بخش ورزشی روزنامه تألیف شد. با ناخشنودی از آن، هرژه کوشید کارتون مصوری باب میل خودش را تألیف و تصویرگری کند.
وی حالا در آفرینش داستان مصورْ تجربه‌ای داشت. از ژوئیه ۱۹۲۶ وی داستانی در مورد یک پسر رهبر گشتْ زنِ پیشاهنگی به نام Les Aventures de Totor C.P. des Hannetons (ماجراهای توتو، رهبر پیشاهنگی سوسک‌های طلایی) برای روزنامهٔ پیشاهنگی Le Boy Scout Belge (پسر پیشاهنگ بلژیکی) نگاشته بود. توتو تأثیری نیرومند بر تن‌تن نهاد چنان‌که هرژه دومی را به سان برادر جوانتر توتو توصیف کرد. ژان مار و رَندی لوفیسی گفته‌اند که از دیدگاه گرافیکی، توتو و تن‌تن به جز در اونیفورم پیشاهنگی «تقریباً یکی بودند» و همچنین تشابه‌هاتی میان ماجراهای مختص آنان به ویژه در سبک تصویرگری، ریتم تند داستان، و بهره‌گیری از طنز وجود داشت. وی فریفته فنون نو در این هنر از جمله استفاده نظام مند از بالون گفتارها شده بود که در کامیکهای آمریکایی مانند نگهبانی از پدر∗ اثرجورج مک مأنوس، کرَزی کت∗ اثر جورج هریمان، و کودکان خُل∗ اثر رودولف دیرکس دیده شدند؛ کامیک‌هایی که کپی‌هایی از آنان توسط گزارشگر روزنامه به نام لئون دگرله از مکزیک برای وی فرستاده شده‌بودند
هرچند هرژه خواست تن‌تن را به آمریکا بفرستد واله به وی سفارش کرد ماجرای داستان را در زمینهٔ کشور اتحاد شوروی بیافریند، تا پروپاگاندایی ضد سوسیالیستی برای کودکان باشد. نتیجه‌اش تن‌تن در سرزمین شوراها بود که در [نشریهٔ] لو پتی ونتیم از ژانویه ۱۹۲۹ تا مه ۱۹۳۰ سریال سازی گردید. آقای واله با محبوبیتی که در بلژیکِ فرانسوی زبان داشت یک نمایشگاه دستاورد در ایستگاه گار دو نور برگزار کرد و سپس چاپ آن را (که تاکنون در پوشش روزنامه یا مجله بود. م) در قامت کتاب سازمان داد. محبوبیت داستان سبب افزایش در فروش‌ها گردید، بنابراین آقای واله برای هرژه دو دستیار اختصاص داد. تحت ریاست واله، در ماه ژوئن هرژه آغاز به سریال کردن دومین داستانش تن‌تن در کنگو نمود، که به جهت تشویق و تشجیع احساسات استعماری بر ضد کنگوی بلژیک طراحی گردید. [این داستان] در سبکی قیم مآبانه نگاشته شد که کنگویی‌ها را به سان خنگ‌هایی بچه-مانند توصیف نمود؛ در دهه‌های بعد [این داستان] با اتهام نژادپرستی روبرو گردید، اما در زمان خودش بحث‌برانگیز نبود و محبوبیتی داشت و نمایشگاه‌های بیشتری به جهت افزایش فروش‌ها برگزار شدند.
در سومین داستان یعنی تن‌تن در آمریکا که از سپتامبر ۱۹۳۱ تا اکتبر ۱۹۳۲ سریال سازی شد، هرژه سرانجام فرصتی یافت به سناریویی که انتخاب خودش بودْ بپردازد و از این داستان در جهت پیشبرد برنامه ای ضدسرمایه‌داری و ضدمصرف‌گرایی در تطابق با جهان بینی فرامحافظه‌کارانهٔ نشریه سود جست. از ۱۹۳۰ مجله فرانسوی کاتولیکی به نام Cœurs Vaillants (دل‌های شجاع) حق نشر ماجراهای تن‌تن را خریداری نمود و هرژه به زودی درخواست‌های مشابهی از روزنامه‌های سوئیسی و پرتغالی نیز دریافت داشت (نشریه Cœurs Vaillants ماجراهای تن‌تن را به فرانسویان معرفی نمود و تا هفده سال بعد همچنان به انتشار آلبوم‌های تن‌تن برای نوجوانان فرانسوی ادامه می‌داد).
هرژه به نگارش رشته‌ای از ماجراهای تن‌تن ادامه داد و شخصیتش (تن‌تن) را به مکان‌های حقیقی مانند کنگوی بلژیک، ایالات متحده، مصر، هند، تبت، چین، و پادشاهی متحده (بریتانیا) می‌فرستاد. وی همچنین تن‌تن را به کشورهایی تخیلیِ خود-ساخته اش فرستاد که از آن جمله می‌توان جمهوری آمریکای لاتین سن تئودور، پادشاهی اروپای خاوری سیلداوی، یا کشور فاشیستی بوردوریا _که رهبر آن موستلر، ترکیبی از رهبر آلمان نازی آدولف هیتلر و رهبر فاشیست ایتالیا بنیتو موسولینی بود_ اشاره کرد.

### لو سوآ، ۱۹۴۵–۱۹۴۰
در مه ۱۹۴۰ آلمان نازی در هفتمین ماه جنگ دوم جهانی به بلژیک یورش برد. هرچند هرژه مختصراً به فرانسه گریخت و تبعیدی خود-خواسته در پیش گرفت، اما سرانجام مصمم شد به سرزمین مادری اشغالی‌اش بازگردد. به دلایل سیاسی، نازی‌ها [روزنامه] لو ونتیم سیکل را تعطیل نمودند، و این پیشامد سبب بیکاری هرژه گردید. در جستجوی کار، وی شغلی به عنوان تصویرگر در روزنامهٔ پیشروی بلژیکی لو سوآ (عصر) بدست آورد که اجازه یافته بود تحت نظر آلمانی‌ها به انتشار ادامه دهد. در ۱۷ اکتبر ۱۹۴۰، وی ویراستار واحد ویژه کودکان [ــِـ روزنامه] به نام لو سوآ ژونز (Le Soir Jeunesse) گردید، که در آنجا شروع به آفرینش ماجراهای تن‌تن جدیدی نمود. در این [شرایط] تازه_اوضاع سیاسی سرکوبگرانه تر ناشی از اشغال بلژیک توسط آلمان نازی_ هرژه از ترس دستگیری توسط گشتاپو دیگر نمی‌توانست در ماجراهای تن‌تن درون مایه‌های سیاسیْ جای دهد. چنان‌که هری تامپسون گفته، نقش تن‌تن همچون یک خبرنگار به پایان رسید و از حالا نقش جدید یک کاشف را داشت.

### روزنامه تن‌تن: ۱۹۸۳–۱۹۴۶
در سپتامبر ۱۹۴۴ نیروهای اتفاق وارد بروکسل شده و کارفرمایان آلمانی هرژه گریختند. لو سوآ تعطیل و ماجراهای تن‌تن معلق گردید. سپس در ۱۹۴۶ هرژه دعوتی از سوی یک ناشر کامیک بلژیکی به نام ریمون لوبلان ∗ و شرکت انتشاراتی جدیدش لو لومبار برای ادامه دادن ماجراهای تن‌تن در روزنامهٔ جدید تن‌تن (Le Journal de Tintin) را پذیرفت. هرچند وی خشنود بود که کارش دگرباره منتشر می شودْ به زودی دریافت که اگر مجلهٔ تن‌تن نجات بخش وی بوده در عین حال کارفرمای سخت‌گیری نیز بود. او دیگر آزادی عملی که ترجیح می‌داد را نداشت؛ از وی درخواست شده بود برای مجلهٔ [آقای لوبلان] هفته ای دو صفحه رنگی خلق کند_که وظیفه ای سنگین بود. با وجود این، اهمیتی که هرژه به جزئیات و خرده کاری‌ها می‌داد ادامه یافت و استانداردهای هنری اش بهبود یافتند هر چند وظایفش سنگین تر شدند. 
سرانجام در ۱۹۵۰، هرژه آغاز به گزینش و سپس جدا کردن کارکنان موفق تر روزنامه تن‌تن کرد تا در خانه ای بزرگ در خیابان لویی که در آنجا گروه نوپایی به نام استودیوی هرژه تشکیل شدْ به کار بپردازند. بوب دو مو (کسی که سبک هرژه را تقلید نمود و نیمی از کارها را انجام داد)، گی دسیسی (رنگ آمیز)، و مارسل دوهه (دبیر) هسته‌های این تیم بودند. هرژه همچنین ژاک مارتن (که سبک هرژه را تقلید نمود)، روژه لولو (که ریزه کاری تصاویر را انجام داد و آنان را واقعی تر نشان نمایاند)، اوژن اِوانی (رئیس آینده استودیو)، میشل دو ماره (نویسندهٔ بالون گفتارها)، و بودئو فان در براندن (دبیر) را به استودیو افزود. چنان‌که هری تامپسون گفته، ایده این بود که کار خلقماجراهای تن‌تن به یک «خط تولید واقعی، کار هنری ای که از شخصی به شخص دیگر رد می‌شود [و] هرکس کار خودش را می‌داند؛ به سان ارکستر هنری ای که توسط هرژه رهبری می‌شود» بدل گردد. این استودیو هشت آلبوم جدید تن‌تن را برای مجله تن‌تن آفرید، و دو تن‌تن قدیمی را نیز رنگ آمیزی و نوسازی کرد. استودیوی هرژه به توزیع و چاپ‌های نو تا مرگ هرژه در ۱۹۸۳ ادامه داد. در ۱۹۸۶_ که بیست و چهارمین آلبومِ ناتمام منتشر گردید_ استودیو منحل شده و دارایی‌های آن به بنیاد هرژه واگذار شدند. ماجراهای تن‌تن به لطف اقتباس‌های اخیر همچنان به فرحان و سرگرم نمودن نسل جدید هواداران امروزی اش ادامه می‌دهد.

## شخصیت‌ها

### تن‌تن و میلو
تن‌تن یک خبرنگار بلژیکی جوان و ماجراجوست که در ماجراهایی خطرناک درگیر می‌شود؛ حوادثی که وی برای نباختنْ تلاش‌هایی قهرمانانه از خود نشان می‌دهد. ماجراها شاید سخت کوشی تن‌تن را در مأموریت‌های ژورنالیستی ماجراجویانه اش نشان دهند اما به ندرت دیده می‌شود که وی در داستان تغییر مسیر بدهد (فاسد شود یا دست از تلاش بکشد).
خوانندگان و منتقدانْ تن‌تن را چونان کاراکتری چندوجهی و با این حال انعطاف‌پذیر، هوشمند و آفرینشگر توصیف کرده و اظهار داشته‌اند که شخصیت نسبتاً طبیعی اش_که گاهی فاقد هیجان و کشش است_ سبب بازتاب متوازنی از شیطنت، حماقت و بی پروایی می‌گردد که حول و حوش وی را فراگرفته است. این کاراکتر هرگز نسبت به آرمانهای پسر پیشاهنگی اش_که نمایانگر خودِ هرژه است_ سازشکار نیست، و حالت وی چنان است که به خواننده اجازه می‌دهد به جای آنکه صرفاً دنبال کنندهٔ ماجراهای یک قهرمان نیرومند باشدْ موقعیت خود را چنان تصور کند که گویی خودش هم در داستان سیر می‌کند. چهره نمادین تن‌تن این جنبه را تقویت می‌کند چنان‌که اسکات مک کلاود∗ می‌گوید «به خوانندگان اجازه می‌دهد به خود ماسکِ یک کاراکتر را زده و بی خطر وارد جهانی محسوساً مهیج شوند».
میلو یک سگ سفید فاکس تریرِ مو سیمی است که همدم وفادار و چهارپای تن‌تن است. همانند کاپیتان هادوک، وی شیفته ویسکی اسکاچ لاچ لوموند است و مست کردنِ گاه‌وبیگاه وی همانند تنها ترسش یعنی عنکبوت‌هراسی کار دستش می‌دهد.

### کاپیتان هادوک
کاپیتان آرچیبالد هادوک (در نسخه اصلی فرانسوی هرژه با عنوان: Capitaine Haddock) یک ناخدای کشتی بازرگانی و بهترین دوست تن‌تن است. وی در خرچنگ پنجه‌طلایی برای نخستین بار دیده شد که در آغاز به سانِ شخصی ناتوان و الکلی نمایانده شد اما بعدها با کشف گنجینه ای از جدش سِر فرانسیس هادوک (شوالیه فرانسوا دو هادوک در نسخه اولیهٔ هرژه) چنان چرخشی می‌کند تا عملاً قهرمان و حتی یک اشرافی گردد. انسانیت خشنِ کاپیتان همچون مکملی برای قهرمانگیِ اغلبْ باورنکردنیِ تن‌تن عمل می‌کند، هرگاه خبرنگار جوان ظاهراً زیاد آرمانگرا می شودْ کاپیتان همواره تند و خشن و دارای دیدگاهی خشک است. هادوکِ تند مزاجْ گستره ای از دشنام‌ها و توهین‌های رنگارنگ را برای نشان دادن احساساتش به کار می‌برد.

### پروفسور تورنسل
پروفسور تریفون تورنسل در نسخه اصلی فرانسوی هرژه (Tournesol نامیست فرانسوی برای آفتابگردان) یک فیزیکدان حواس‌پرت و تا حدودی ناشنوا است که در کنار تن‌تن و میلو و کاپیتان هادوک شخصیت عادی داستان است. وی اولین بار در گنج‌های راکهام سرخ دیده شد و تاحدودی بر پایه اگوست پیکار، فیزیکدان سوئیسی، آفریده شده‌است.

### شخصیت‌های کمکی
"هرکس می‌خواهد تن تن باشد: نسل اندر نسل. در جهانِ راستاپاپولوس‌ها، تریکلرها و کاریداس‌ها و البته به معنای تمام کلمه، سرافین لامپیون‌ها و آقای بولت‌ها، این تن تن است که نمایانگر شکلی آرمانی از خوبی، پاکیزگی، و درستکاری است."
منتقد ادبی تام مک‌کارتی، 2006

در این کامیکْ شخصیت‌های کمکی (پشتیبان یا یدکی) "خیلی توسعه یافته تر" از شخصیت اصلی توصیف شده‌اند، هر یک سرشار از ظرفیت و ژرفای شخصیتی اند، به گونه ای که با شخصیت‌های چارلز دیکنز قیاس شده‌اند. هرژه از شخصیت‌های پشتیبان برای آفرینش جهانی واقع‌گرا بهره گرفت تا حوادث قهرمان را در زمینه آن جای دهد. برای واقع گرایی و پیوستگی، شخصیت‌ها در سراسر داستان‌ها چرخش و دوران دارند. اشغال بلژیک و محدودیت‌هایی که بر هرژه تحمیل شدْ وی را واداشت که به جهت اجتناب از توصیف اوضاع سیاسیِ دردسرآفرینْ بر شخصیت سازی تمرکز نماید. نتیجه این شد که شخصیت‌های فرعیِ رنگارنگ در این دورهْ بسط و توسعه یافتند.
تامسون و تامپسون (دوپون و دوپون در نسخهٔ اصلی فرانسوی هرژه، دوپونت و دوپونط در ترجمه‌ فارسی دهه ۵۰ شمسی) دو کارآگاه پلیس ناشی اند که به سان دوقلوها اند و تنها تفاوت قابل تشخیص آنها در شمایلِ سبیل‌هایشان است. نخستین بار در سیگارهای فرعون دیده شدند، آنان بیشترِ بارِ آرامه خنده‌دار در سراسر داستان‌ها را فراهم می‌کنند، اما از لقلقه گویی ∗ رنج می‌برند. آنان بس شلخته، کاملاً ناشی، و معمولاً متمایل به دستگیری شخصیت منفی داستان اند. این کارآگاهان جز در مواردی که به خارج می روندْ معمولاً کلاهی لبه دار بر سر و عصایی در دست دارند، در طول مأموریت‌ها می‌کوشند لباس محلیِ مکانی که از آن بازدید می‌کنند را بر تن کنند اما در عوض پوشاک فولکلور انگشت‌نمایی می‌پوشند که آنان را از دیگر افراد محلی متمایز می‌کند. کارآگاهان تا حدودی بر پایهٔ پدر هرژه آلکسی و عمویش لئو آفریده شده‌اند؛ دوقلوهایی که اغلب با یکدیگر به پیاده‌روی می‌پرداختند، کلاه‌های لبه دار همانندی بر سر، و در همان حال عصای مشابهی نیز در دست داشتند.
بیانکا کاستافیوره یک خوانندهٔ اپرای ایتالیایی است که کاپیتان هادوک از وی گریزان است. وی نخستین بار در عصای اسرارآمیز دیده شد، و به همراه خدمتکارش ایرما و ایگور واگنرِ نوازندهْ ظاهراً هر کجا که قهرمان سفر می کندْ دیده می‌شود. وی خنگ، عجیب و غریب، فراموشکار، و پُرسخن است و انگار نمی‌داند که صدایش گوش خراش و به‌طور وحشتناکی بلند است. تخصص وی در نغمهٔ جواهر (به فرانسوی: Ah! Je ris de me voir si belle en ce miroir | به پارسی: آه! ای زیبای بی همتای خودم، ای جواهرات رخشنده ای که پوشیده‌ام) از اپرای فاوست از شارل گونو است که وی با کمترین تحریک و تهییج آن را می‌سراید اما سبب رنجش هادوک می‌گردد. وی نسبت به هادوک احساساتی مادرانه دارد، کسی که کاستافیوره از تنفرش نسبت به خودْ بی‌خبر است. وی اغلبْ واژگان_به ویژه نام ها_ را با کلماتی هم قافیهٔ آنان قاطی می‌کند: "هادوک" مکرراً با کلماتی مانند "پادوک"، "استوپکوک"، یا "هاپستوچ" اشتباه گرفته می‌شود؛ یا خدمتکارِ هادوک به نام نستور، با نام‌های "چِستور" یا "هکتور" خوانده می‌شود. نام بیانکا به معنای " گلِ صاف و سفید " است؛ معنایی که پروفسور کلکولس وقتی رز سفیدی پرورش می‌دهد و نام آن را بیانکا می گذاردْ یکبار بدان اشاره می‌کند. وی بر پایه عمه (خاله) هرژه به نام نینیه (کسی که به خاطر خوانندگی اپراهای گوش خراشش شهره بود) و در کامیک‌های پسا-جنگ جهانی نیز بر پایهٔ ماریا کالاسآفریده شده‌است.
دیگر شخصیت‌ها بدین قرار هستند: سرکارگری به نام نستور، پسر چینی وفاداری به نام چانگ، راستاپوپولوسْ یک مغز متفکر جانی، سرافین لامپیونْ بیمه کارِ چندش‌آور، ژنرال آلکازار یک مبارز آزادی اهل آمریکای جنوبی و رئیس‌جمهور سن تئودوروس، محمد بن کالیش عِزابْ یک امیر عربی و پسر موذی اش به نام عبدالله، دکتر مولرْ یک روانْ پزشکِ بد سرشتِ آلمانی، اولیویرا دا فیگِیرا یک فروشندهٔ خوش مشرب پرتغالی، کاتزِ قصاب که شماره تلفن محل کارش بارها با شماره تلفن هادوک اشتباه گرفته می‌شود، و آلن که نوچهٔ راستاپاپولوس و همدم پیشین کاپیتان هادوک است.

## ویژگی‌ها
محتوای داستان‌ها اغلب ماجراجویانه‌اند، گاهی خیالی و علمی–تخیلی و گاهی رویکردی سیاسی دارند. درحالی‌که اپیزودهای اولیه فضای فانتزی و شوخ طبعانه تری دارند در اپیزودها بعدی ماجراها به تدریج به سمت واقع گرایی پیش می‌روند. از میانه‌های ۱۹۳۰ به جزئیات مد و فناوری دقت بیشتری می‌شود. همه داستان‌ها دارای بیشماری موقعیت‌های طنز و تصاویر خنده دارند که یادآور اسلپ‌استیک در فیلم‌های صامت ۱۹۲۰ هستند.
ویژگی مهم این مجموعه طراحی‌های عالی آن است و وفاداری به واقعیت در تصویر کردن اشیایی چون ماشین و قطار و ساختمان‌ها. طراحی‌های هرژه به روش لینیه کلر Ligne claire کشیده شده‌اند، فیگورهایی با مرز مشخص و سطوح رنگی یکنواخت و بی سایه.

## تن‌تن در ایران
نشر کتاب‌ها در ایران

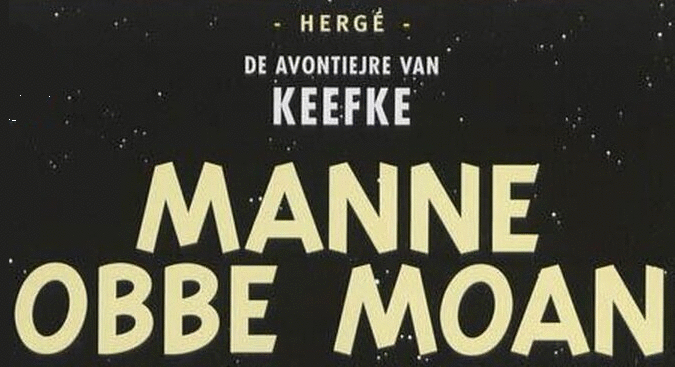
اپیزود هدف کره ماه

انتشارت یونیورسال، به مدیریت ماردیک بوغوسیان، برای نخستین بار و با مجوز رسمی ناشر در ایران اقدام به ترجمه و چاپ داستان‌های مصور و تمام رنگی ماجراهای تن‌تن و میلو کرد.
نخستین کتاب‌های تن‌تن که در سال ۱۳۵۰ توسط انتشارات یونیورسال چاپ شدند عبارت‌اند از هدف کره ماه و جزیره سیاه. این کتاب‌ها در قطع بزرگ و ظاهری جذاب با استقبال کودکان و نوجوانان مواجه شدند. جذابیت داستان‌ها و ترجمهٔ روان خسرو سمیعی و پخش پویانماییهای تن‌تن از تلویزیون، کافی بود تا ناشر طی سال‌های بعد، کتاب‌های دیگری از مجموعه ماجراهای تن‌تن و میلو را روانهٔ بازار ایران گرداند. انتشارات یونیورسال تا سال ۱۳۵۶، بیست و دو عنوان از ماجراهای تن‌تن و میلو را به چاپ رساند که شامل همه کتاب‌ها غیر از تن‌تن در شوروی (اولین کتاب) و تن‌تن و هنر الفبا، (که آن زمان هنوز منتشر نشده بود)، بود. پس از انقلاب انتشارات یونیورسال چاپ کتاب‌ها را متوقف کرد و این کار برای مدتی توسط سایر ناشرین از جمله انتشارات ونوس هم ادامه داده شد که متأسفانه به پای یونیورسال هم نمی‌رسید. چند سال بعد از انقلاب ۱۳۵۷، چاپ و پخش ماجراهای تن‌تن و میلو متوقف شد.
در سال ۱۳۷۹، انتشارات تاریخ و فرهنگ با تغییرات فراوانی در متن اصلی و داستان اقدام به چاپ متوالی مجموعه ماجراهای تن‌تن و میلو (از تن‌تن در روسیه تا آلفا آرت) نمود که در گفتار دارای تغییراتی می‌باشند.
در داستان‌ها
تنها در نسخه فارسی پرواز شماره ۷۱۴ از ماجراهای تن‌تن و میلو است که به نام «تهران» اشاره شده و آن هم جایی است که گفته می‌شود که کمک‌خلبان هواپیمای لازلو کاریداس، میلیاردر خسیس داستان، در تهران پایش شکسته و کمک‌خلبان تازه‌ای جانشین او شده‌است. یک بار دیگر هم در کتاب 'گوش شکسته' در یک تکه از روزنامه نامی از خلیج فارس برده شده‌است.

### سانسور نوشیدنی الکلی
در ترجمه ماجراهای تن‌تن شده در ایران همواره کلمه نوشیدنی الکلی که کاپیتان هادوک مصرف می‌کند سانسور شده و در متون با کلماتی چون «نوشابه» جایگزین شده‌است.

## میراث و یادبودها

تمبر یادبود تن‌تن که در سال ۱۹۹۹ توسط پست سلطنتی هلند چاپ شد.

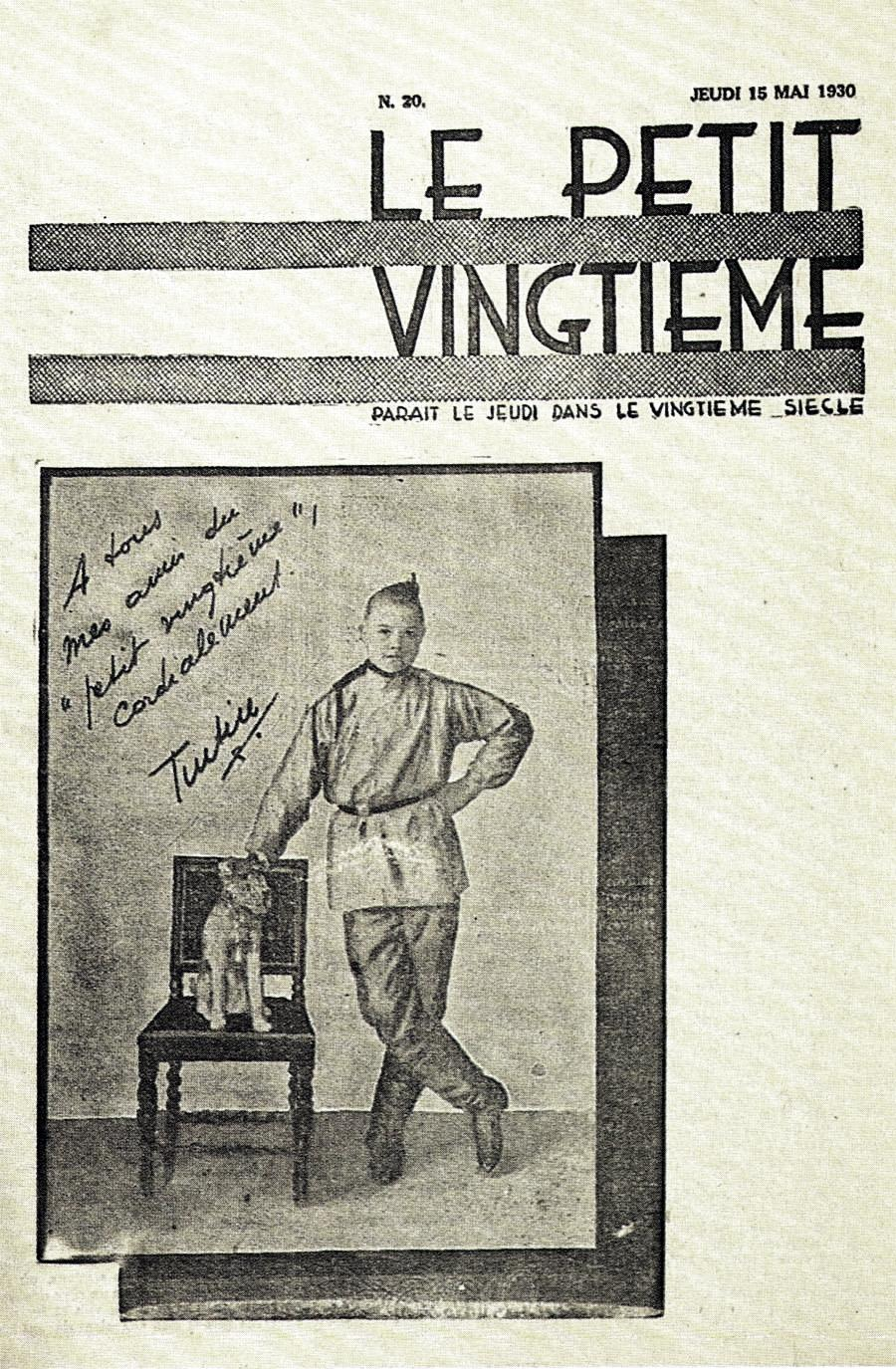
صحنه‌سازی‌های بازگشت تن‌تن که توسط روزنامهٔ بلژیکی لو ونتی‌اِم انجام گرفت.

کتاب‌های مصور ماجراهای تن‌تن الهام بخش بسیاری از نویسندگان کتاب‌های کمیک بوده‌است.
- در سال ۱۹۷۹ اداره پست بلژیک تمبر یادبود تن‌تن را برای اولین بار در جهان منتشر کرد. این اولین بار بود که کشوری به انتشار تمبر از سری ماجراهای کمیک استریپ یا نقاشی‌های دنباله‌دار اقدام می‌کرد.
  - بعدها در تاریخ ۸ اکتبر ۱۹۹۹ پست سلطنتی هلند اقدام به چاپ تمبرهای یادبودی از سری ماجراهای تن‌تن کرد. سری کامل تمبرها بعد از فقط چند ساعت همگی به فروش رفت و از روز بعد نایاب شد.
  - در سال ۲۰۰۴ میلادی، ضرابخانه ملی بلژیک، به مناسبت هفتاد و پنجمین سالگرد چاپ مجموعه کتاب‌های تن‌تن و میلو، اقدام به ضرب ۵۰هزار سکهٔ یادبود ماجراهای تن‌تن و میلو کرد که تنها در مدت چند ساعت نایاب شدند.[۴۴]
  - به مناسبت هشتادمین سال‌روز خلق کتاب‌های تن‌تن و میلو، موزهٔ یادبود هرژه در بلژیک افتتاح شد. هدف از برپایی موزهٔ هرژه، بزرگداشت او و آثارش به‌خصوص مشهورترین مخلوقش ماجراهای تن‌تن و میلو عنوان شد.[۴۵]
  - در سال ۲۰۰۹ میلادی، تندیسی از تن‌تن و میلو به ارتفاع ۶ متر و وزن ۶۰۰ کیلوگرم، در شهر بروکسل نصب گردید.[۴۶]

## انتقادات
در سال‌های اولیه و پس از انتشار دومین و سومین کتاب، مضامین نژادپرستانه یا مضامینی که در آن‌ها از استعمار اروپاییان ستایش می‌شد مورد انتقاد سازمان‌های حقوق بشر و ضداستعماری قرار گرفت (در آن زمان تمام کشورهای آفریقایی مستعمره بودند) و نیز بی‌رحمی نسبت به حیات‌وحش مورد اشاره حامیان محیط زیست قرار گرفت. هرژه این انتقادات را پذیرفت و از دهه ۱۹۳۴ به بعد داستان‌های کتاب‌های تن‌تن لحن متفاوتی پیدا کرد و حامل پیام‌های بشردوستانه شد. نخستین کتابی که چهره‌ای جدی و سیاسی از تن‌تن ارائه داد کتاب گل آبی بود که در سال ۱۹۳۶ به چاپ رسید. در این کتاب که برخی آن را یکی از بهترین کارهای هرژه می‌دانند، هرژه مطالعات تاریخی وسیعی در مورد تاریخ جنگ چین و ژاپن انجام داد و از کمک‌های دوست خودچانگ چون چنگ که یک دانشجوی چینی در بلژیک بود بهرهٔ زیادی برد. وی برای قدردانی از کمک‌های دوستش شخصیت چانگ چون چنگ را در کتاب گل آبی بر مبنای او آفرید.
در این کتاب هرژه از ژاپن و تلاش استعمار غرب و شرق برای به بردگی کشیدن توده‌های مردم مخصوصاً در کشور چین انتقاد شدید کرد. اما همین انتقادهای تند که در این کتاب از ژاپنی‌ها به عمل آمد باعث نوعی کلیشه شد که ژاپنی‌ها افرادی گناهکار و بی‌رحم هستند.
بعدها هرژه تغییراتی در چاپ‌های بعدی از کتاب‌های اولیه‌اش که مضامینی نژادپرستانه داشتند ایجاد کرد. برخی از این تغییرات به تقاضای ناشران کتاب‌ها صورت گرفت که برای نمونه می‌توان از تغییر رنگ پوست سیاه‌پوستان بزهکار به سفید در نقاشی‌های کتاب تن‌تن در آمریکا نام برد که به تقاضای ناشر آن در آمریکا صورت گرفت یا در کتاب ستارهٔ اسرارآمیز به یک آمریکایی بزهکار و بدذات به نام آقای بلومن اشتاین اشاره شد که یک نام فامیل یهودی است. در چاپ‌های بعدی کتاب ستاره اسرار آمیز، هرژه نام وی را به آقای بوهل وینکل که نامی ساختگی است تغییر داد.

## فهرست کامل مجموعه کتاب‌های تن‌تن
| ۱. تن‌تن در سرزمین شوراها (۱۹۲۹) ۲. تن‌تن در کنگو (۱۹۳۱) ۳. تن‌تن در آمریکا (۱۹۳۲) ۴. سیگارهای فرعون (۱۹۳۴) ۵. گل آبی (۱۹۳۶) ۶. گوش شکسته (۱۹۳۷) ۷. جزیره سیاه (۱۹۳۸) ۸. عصای اسرار آمیز (۱۹۳۹) ۹. خرچنگ پنجه طلایی (۱۹۴۱) ۱۰. ستاره اسرار آمیز (۱۹۴۲) ۱۱. راز اسب شاخدار (۱۹۴۳) ۱۲. گنجهای راکهام (۱۹۴۴) | ۱۳. هفت گوی بلورین (۱۹۴۸) ۱۴. معبد خورشید (۱۹۴۹) ۱۵. سرزمین طلای سیاه (۱۹۵۰) ۱۶. هدف کره ماه (۱۹۵۳) ۱۷. به ماه قدم گذاشتیم (۱۹۵۴) ۱۸. ماجرای تورنسل (۱۹۵۶) ۱۹. کوسه‌های دریای سرخ (۱۹۵۸) ۲۰. تن‌تن در تبت (۱۹۶۰) ۲۱. جواهرات کاستافیوره (۱۹۶۳) ۲۲. پرواز شماره ۷۱۴ (۱۹۶۸) ۲۳. تن‌تن و پیکاروها (۱۹۷۶) ۲۴. تن‌تن و هنر الفبا (۱۹۸۳ ناتمام، ۱۹۸۶ چاپ اولیه، ۲۰۰۴ چاپ کامل) |

## شخصیت‌های اصلی مجموعه کتاب‌های تن‌تن
| شخصیت‌های اصلی   | شخصیت‌های اصلی | توضیحات شخصیت                                         | اولین حضور                                                |
| --------------- | ------------- | ----------------------------------------------------- | --------------------------------------------------------- |
| تن‌تن            |               | خبرنگار چابک و شخصیت اصلی داستان‌ها                    | تن‌تن در سرزمین شوراها                                     |
| کاپیتان هادوک   |               | دوست و همراه باوفای تن‌تن                              | خرچنگ پنجه طلایی                                          |
| پروفسور تورنسل  |               | مخترع کم شنوا و گیج و دوست مشترک تن‌تن و کاپیتان هادوک | گنج‌های راکهام                                             |
| میلو            |               | سگ بامزه و باوفای تن‌تن                                | تن‌تن در سرزمین شوراها                                     |
| دوپونت و دوپونط |               | دو برادر و مأمور پلیس خنگ و کم‌حواس و بامزه            | سیگارهای فرعون (در صفحه اول تن‌تن در کنگو نیز دیده می‌شوند) |

## شخصیت‌های فرعی مجموعه کتاب‌های تن‌تن
بعضی از مهم‌ترین شخصیت‌های فرعی در مجموعه کتاب‌های تن‌تن عبارت‌اند از:
- راستاپوپولوس

راستاپوپولوس منفی‌ترین شخصیت در مجموعه کتاب‌های تن‌تن است که سرو کله‌اش به طرق مختلف در ماجراهای تن‌تن پیدا می‌شود

بیانکا کاستافیوره از شخصیت‌های جالب در مجموعه کتاب‌های تن‌تن است که سرو کله‌اش به طرق مختلف در ماجراهای تن‌تن پیدا می‌شود. که عشق آن کاپیتان هادوک است

- عبدالله (پسر شیطون و نابه‌کار امیر بن کالیش اذاب)
- ژنرال آلکازار (رهبر کشور سن تئودوروس)
- امیر بن کالیش اذاب (امیر وادسداه)
- برادران پرنده (دلالان عتیقه)
- آل کاپون (رئیس مافیای شیکاگو)
- لازلو کاریداس (میلیونر معروف)
- بیانکا کاستافیوره (خواننده مشهور ایتالیایی ملقب به بلبل میلان)
- چانگ چون چنگ چانگ چونگ چنگ (جوان چینی و دوست تن‌تن)
- اسپالدینگ (منشی لازلو کاریداس)
- ریجول (کاشف و محقق انگلیسی)
- اولیور دافیگورا (فروشنده پرتغالی)
- شیخ باب‌الحر (رقیب امیر بن کالیش اذاب در وادسداه)
- ایرما (مستخدم بیانکا کاستافیوره)
- داوسن (رئیس پلیس شانگهای)
- میتسو هیراتو (مأمور مخفی ژاپنی‌ها در چین)
- دکتر مولر (از رهبران باند جاعلین اسکناس و از نزدیکان شیخ باب‌الحر)
- نستور (ابتدا مستخدم برادران پرنده بوده ولی بعد از دستگیری آنان در داستان راز اسب شاخدار مستخدم کاپیتان هادوک می‌شود)
- پابلو
- آقای بوهل وینکل (از ثروتمندان سائوریکو و رئیس بانک بوهل وینکل)
- آقای بولت
- سرهنگ جورگن (وزیر شاه آتوکار که قصد داشت عصای سلطنتی را بدزد)
- بابی اسمایلز (رئیس تبهکاران شیکاگو و رقیب آل کاپون)
- چیکیوتو (دستیار ژنرال آلکازار)
- سر فرانسیس هادوک (جد بزرگ کاپیتان هادوک)
- گیبونز
- تریکلر (نماینده شرکت نفت آمریکایی جنرال)
- کاتز قصّاب
- فکیر (هم دست راستاپاپوپولوس در هند)
- سرهنگ اسپونز (رئیس پلیس زوهود و رئیس پلیس امنیتی سن تئودوروس)
- پروفسور دسیموس فوستل (کاشف فلز فوستیلیت)
- آلن (همدست راستاپوپولوس)
- راموناش (هنرمند جامائیکایی)
- تارکی
- جینو (مهماندار مخصوص هواپیمای لازلو کاریداس)
- راکهام سرخپوش (دزد دریایی)
- پروفسور تاراگون (یکی از اعضای گروه اکتشافی پرو)
- پروفسور توپولینو (دوست و همکار پروفسور تورنسل)
- ایگور واگنر (نوازنده بیانکا کاستافیوره)
- باکستر (مدیرعامل مرکز تحقیقات اتمی اسپروج)
- ژنرال تاپیوکا (رهبر سن تئودوروس)
- وانگ چن یی (از رهبران گروه پسران اژدها)
- سرافین لامپیون (دوست خوش‌خنده و پُرروی ناخدا هادوک و تن‌تن)
- عمر بن سعید (ثروتمندترین فرد باگار)
- پروفسور سارکوفاگوس (مصرشناس)
- ناخدا چستر (دوست قدیمی کاپیتان هادوک)
- اسکات (خلبان استونیایی)
- ولف (دستیار پروفسور کلکولس)
- دکتر پاتلا
- سرهنگ دیاز (آجودان ژنرال آلکازار)
- کوکو (راهنمای سفر تن‌تن در داستان تن‌تن در کنگو)
- ساخارین (کلکسیونر)
- زورینو (راهنمای تن‌تن برای پیدا کردن معبد خورشید)
- پروفسور علم بیک (مهرشناس)
- کرول اسپل (رئیس کلینیک روانشناسی در قاهره)
- باسیل بازاروف (دلال اسلحه)
- میک کانروکیتوف
- یتی (موجود افسانه‌ای یا مرد برفی)
- در کتاب تن‌تن در تبت[۴۹]

## در رسانه‌ها
- در سال ۱۹۶۱ اولین فیلم ماجراهای تن‌تن تحت عنوان راز پشم طلایی ساخته شد.
- در سال ۱۹۶۴ دومین قسمت این فیلم به نام پرتغال‌های آبی ساخته شد که نقدهای منفی نصیبش شد.
- در همان سال، یک انیمیشن سینمایی بر اساس کتاب ماجرای تورنسل به همین نام، ساخته شد.
- در سال ۱۹۶۹ انیمیشن سینمایی تن‌تن و معبد خورشید ساخته شد که برپایه داستان معبد خورشید بود.
- در سال ۱۹۷۱ انیمیشن سریالی دیگری، به نام تن‌تن و دریاچه کوسه‌ها ساخته شد.
- در سال ۱۹۹۱ انیمیشن سریالی ماجراهای تن‌تن ساخته شد که بر اساس داستان‌های این شخصیت بود.
- در سال ۲۰۰۳، مستندی برپایه شکل‌گیری شخصیت تن‌تن با عنوان من و تن‌تن منتشر شد.
- در سال ۲۰۱۲ انیمیشن ماجراهای تن‌تن به کارگردانی استیون اسپیلبرگ برنده جایزه بهترین انیمیشن سال ۲۰۱۲ از مراسم گلدن گلوب شد.
- قسمت دوم این انیمیشن قرار است با محوریت داستان معبد خورشید به کارگردانی پیتر جکسون ساخته شود.
- یک فیلم کوتاه در قالب دو قسمت به عنوان ماجراهای تن‌تن: روی ماه قدم گذاشتیم ساخته و منتشر شد که بر اساس داستان روی ماه قدم گذاشتیم می‌باشد.[۵۰]